# 퍼셉션
《퍼셉션》(영어: Perception)은 TNT에서 2012년 7월 9일부터 2015년 3월 17일까지 방영한 미국의 범죄 드라마 텔레비전 시리즈이다.
2014년 11월 13일 취소 확정이 알려졌다.

## 개요
능력은 뛰어나지만 특이한 신경정신과 의사 대니얼 피어스는 연방수사국(FBI)으로부터 시카고 지역에서 까다로운 난제로 여겨지는 범죄 사건들에 관해 자문 의뢰를 받는다.

## 출연진
메인
- 에릭 매코맥 - 대니얼 J. 피어스 역: 조현병을 앓는 신경정신과 전문의이자 가상의 시카고 레이크 미시건 대학교(CLMU) 신경과학 교수.
- 레이철 리 쿡 - FBI 특수 요원 캐서린 로즈 "케이트" 모레티 역: 옛 제자.
- 알제이 스미스 - 맥스 러위키 역: 조교.
- 켈리 로언 - 내털리 빈센트 역: 환각 증세가 만들어낸 상상 속 친구.
- 러바 버턴 - 폴 헤일리 역: 문화인류학 교수이자 CLMU의 학과장.
- 스콧 울프 - 연방 검사보 도널드 "도니" 라이언 역

## 같이 보기
- 탐정 몽크